# Poliana (Bélgorod)
|  | Per a altres significats, vegeu «Poliana». |

Poliana - Поляна (rus) - és un poble (un possiólok) de l'óblast de Bélgorod, a Rússia. El 2010 tenia 208 habitants. Pertany al districte (raion) de Xebékino.